# NGC 6588
NGC 6588 – grupa gwiazd znajdująca się w gwiazdozbiorze Pawia, klasyfikowana jako gromada otwarta lub asteryzm. Odkrył ją John Herschel 8 czerwca 1836 roku. Znajduje się w odległości ok. 7,5 tysiąca lat świetlnych od Słońca.